# Liparis amesiana
Liparis amesiana är en orkidéart som beskrevs av Rudolf Schlechter. Liparis amesiana ingår i släktet gulyxnen, och familjen orkidéer.
Artens utbredningsområde är Filippinerna. Inga underarter finns listade i Catalogue of Life.